# Al Held
Al Held, né le 12 octobre 1928 à Brooklyn (New York) et mort le 27 juillet 2005, est un peintre expressionniste abstrait américain, particulièrement connu pour ses peintures à grande échelle Hard-edge. De nombreux changements stylistiques se sont produits tout au long de sa carrière. Cependant, aucun d'entre eux n'a eu lieu en même temps que tout style émergent populaire ou n'agissait contre une forme d'art particulière. Dans les années 1950, son style reflétait le ton expressionniste abstrait, puis passa à un style géométrique dans les années 1960. Au cours des années 1980, il s'oriente vers une peinture qui met l'accent sur un espace géométrique lumineux, dont la profondeur reflète l'infini. De 1963 à 1980, il a été professeur d'art à l'université Yale.
À l'âge de 76 ans, Held est retrouvé mort le 27 juillet 2005 dans la piscine de sa villa près de Camerata, en Italie, sans doute de causes naturelles.

## Voir également
- Expressionnisme abstrait
- Art Students League de New York